# Caspian
Caspian – miasto w Stanach Zjednoczonych, w stanie Michigan, w hrabstwie Iron.